# 女子高生サイコー!?裁判SHOW!!
女子高生サイコー!?裁判SHOW!!（じょしこうせいサイコーさいばんしょう）は、ニッポン放送で1995年9月16日～1996年4月4日に放送されていたラジオ番組である。海砂利水魚（現：くりぃむしちゅー）がパーソナリティをつとめていた。

## 概要
放送当時いわゆるコギャルブームの最初期であり、女子高生が自由奔放にしゃべりすぎ｢お詫びコメント｣が非常に多い番組であった。
番組終了後の1996年からはこの番組を基礎とした「海砂利水魚のディスコ・ザ・ガマ 女子高生トゥエンティショック」が放送された。
翌年以降のナイターオフは｢ジャニーズJr.のサイコー!?裁判SHOW!!｣が放送された。
なお、同局で放送されていた上田晋也の「知ってる?24時。」、有田哲平の「目からウロコ!21」の先祖的番組にあたる。
有田によると番組内容、女子高生の話題にも全く関心がなかったそうで、彼女たちの話を聞き流していた。1995年10月9日に行われた激突!!新日本プロレス対UWFインターナショナル全面戦争があった日（10月10日未明）の放送は結果が知りたいあまり、普段はしない来たFAXに目を通す振りをしてテーマにまぎれて送られてきた熱心なプロレスファンからの試合結果が書かれた投稿を探していたという。

## スタッフ
- プロデューサー：土屋夏彦、星野俊明[1]
- ディレクター：岡部豊、松尾紀明[1]

## 番組本
- 女子高生サイコー!カタログ（ニッポン放送『女子高生サイコー!?裁判SHOW!!』編、1996年3月1日初版　扶桑社）
  - 番組に出演した女子高生たちの制服姿、水着姿などのグラビア写真集と、番組中に出された各テーマについてどちらが勝ったかなどの本番組内容が掲載されている。